# Ryan McDonagh
Ryan McDonagh (Saint Paul, Minnesota, 13 de junio de 1989), apodado Mac o Mac Truck, es un jugador profesional estadounidense de hockey sobre hielo que se desempeña en la posición de defensor izquierdo en Nashville Predators, equipo de la National Hockey League (NHL).

## Carrera
Fue seleccionado en la primera ronda en la NHL Entry Draft de 2007. En 2010 hizo su debut profesional con el equipo New York Rangers, en el cual jugó ocho temporadas (2010-2017), después pasó a Tampa Bay Lightning (2017-2022), luego a Nashville Predators, donde lleva jugando dos temporadas.